# Cedwyn Scott
Cedwyn Scott (* 6. Dezember 1998 in Hexham) ist ein englischer Fußballspieler.

## Karriere
Cedwyn Scott wurde in Hexham etwa 40 km von Newcastle upon Tyne entfernt geboren. Bis zum Jahr 2018 spielte er in den Jugendmannschaften von Huddersfield Town. Im Januar 2018 wechselte er nach Schottland zum FC Dundee. Dort zunächst für die U-20-Mannschaft eingeplant, kam er im April desselben Jahren zu seinem ersten Einsatz im Profibereich. Am 35. Spieltag der Erstligasaison 2017/18 debütierte der Stürmer gegen den FC Motherwell, nachdem er für Craig Wighton eingewechselt worden war. An den folgenden Spieltagen kam er noch zwei weitere Male als Einwechselspieler zum Einsatz gegen Hamilton Academical und Partick Thistle. In der Saison darauf absolvierte er kein Spiel für Dundee. Er wurde stattdessen von August 2018 bis Januar 2019 an die Berwick Rangers aus der vierten Liga, und von Januar bis April 2019 an den Drittligisten Forfar Athletic verliehen.